# 登米市議会
登米市議会（とめしぎかい）は、宮城県登米市の地方議会である。

## 概要
- 定数：24人
- 任期：4年。議会解散が実施されれば任期満了前であっても議員任期は終了する。
- 前回選挙：2025年（令和7年）4月27日投開票[1]

- 選挙区：市全体を1選挙区とする大選挙区制（単記非移譲式）
- 所在地：宮城県登米市迫町佐沼字中江二丁目6番地1
- 主な役割：審議、議決、一般質問、代表質問、同意、市政のチェック、請願や陳情の審査、意見書の提出、調査研究、充て職、行政行事出席、行政視察等

### 委員会
- 議会運営委員会
- 広報広聴委員会

#### 常任委員会
- 総務企画常任委員会
- 教育民生常任委員会
- 産業建設常任委員会
- 予算決算常任委員会

#### その他会議
- 政策企画調整会議
- 議会改革推進会議

### 定例会
- 3月、6月、9月、12月

### 事務局
- 議会事務局

## 党派[2]
- 無所属19人
- 自由民主党1人
- 公明党1人
- 日本共産党2人
- 立憲民主党1人

（令和7年5月16日現在）

## 議員報酬等
| 役職   | 議員報酬        | 政務活動費     |
| ------ | --------------- | -------------- |
| 議長   | 月額 49万1000円 | 月額 2万5000円 |
| 副議長 | 月額 42万5000円 | 月額 2万5000円 |
| 議員   | 月額 39万8000円 | 月額 2万5000円 |

- 別途、年2回期末手当あり
- 政務活動費の残金は市に返還する義務がある
- 議員年金は2011年（平成23年）6月1日で廃止されている